# Папанін Іван Дмитрович
Іва́н Дми́трович Папа́нін (26 листопада 1895, Севастополь — 30 січня 1986, Москва) — російський дослідник Арктики, доктор географічних наук (1938), контр-адмірал (1943). Двічі Герой Радянського Союзу (1937 і 1940). Член Центральної Ревізійної комісії ВКП(б) у 1941—1952 роках. Депутат Верховної Ради СРСР 1—2-го скликань.

## Біографія
Іван Дмитрович Папанін народився в Севастополі у сім'ї портового матроса. Провчившись 4 роки в початковій школі, Папанін в 1908 році (в 14 років) пішов працювати на Севастопольський завод по виготовленню навігаційних приладів. У 1912 році Папаніна як одного з найкращих працівників підприємства перевели на суднобудівний завод у Ревелі (сьогодні Таллінн). У 1914 році був призваний на військову службу (потрапив на Чорноморський флот).
У 1918–1920 роках у складі РСЧА брав участь у війні проти України (організація диверсій і повстанських загонів). З 1920 року — комісар оперативного управління при командувачі морськими силами Південно-західного фронту.
З листопада 1920 року за рекомендацією Розалії Землячки призначений комендантом Кримської НК, керував розстрільною командою («знищував ворогів»). В результаті діяльності Бела Куна, Розалії Землячки та Папаніна в Криму було вбито сотні тисяч безневинних людей, причому найбільше кримлів, бо вони були селянами — представниками дрібнобуржуазної верстви населення. Було знищено до 90 % кримлів. У 1921 році переведений до Харкова військовим комендантом Української ЦВК, потім з липня 1921 по березень 1922 року працював секретарем Реввійськради Чорноморського флоту.
У 1922 переведений до Москви комісаром господарського управління Народного комісаріату морських справ, в 1923 — в Народний комісаріат пошти і телеграфів керівником справами і начальником Центрального управління воєнізованої охорони. У 1923–1925 проходив навчання на Вищих курсах зв'язку, після яких був скерований до Якутії як заступник начальника експедиції з будівництва радіостанції.
У 1932–1933 був начальником полярної станції Бухта Тиха (Земля Франца-Йосифа), а в 1934–1935 — станції на Мисі Челюскін, в 1937–1938 — очолював першу у світі дрейфуючу станцію, «Північний полюс-1». Дев'ятимісячний дрейф експедиції «Північний полюс-1» став найбільшим географічним дослідженням двадцятого століття. Його учасники отримали вищі урядові винагороди й були призначені на високі державні пости. У березні 1938 року призначений 1-м заступником начальника Головного управління Північного морського шляху при РНК СРСР.
У 1939–1948 роках працював начальником Головного управління Північного морського шляху при РНК (РМ) СРСР та уповноваженим Державного комітету з перевезень на Півночі.
З 1948 до 1972 був на науковій роботі: заступник директора Інституту океанології АН СРСР з експедицій, начальник Відділу морських експедиційних робіт АН СРСР, з 1956 року — директор Інституту біології внутрішніх вод АН СРСР (тепер — імені Папаніна) в селищі Борок Некоузського району Ярославскої області, голова Московської філії Географічного товариства СРСР.

## Робота на станції«Північний полюс-1»
21 травня 1937 року флагманський літак під управлінням командира льотного загону Михайла Водоп'янова перелетів через Північний полюс і висадив на крижину, що дрейфувала, четвірку відважних дослідників: гідробіолога і лікаря Петра Ширшова, фізика і метеоролога Євгена Федорова, радиста Ернста Кренкеля і кухаря (кока) і номінального начальника експедиції Івана Папаніна. Іван Папанін, як колишній комісар і чекіст, не мав жодних професійних щоденних зобов'язань, окрім номінального «керівництва» трьома фахівцями, що й без нього добре знали свою роботу й завдання.
Члени експедиції зазнали місяці виснажливої праці. У розпорядженні полярників був намет, дві щогли радіостанцій, метеорологічна будка, теодоліт для виміру висоти сонця, склади, споруджені з льоду, і пес на прізвисько «Веселий». Передбачалося, що станція «Північний полюс-1» залишиться на дрейфуючій крижині на рік, за який учасники експедиції повинні були зібрати наукові дані про атмосферні явища, метеорологію, геофізику і гідробіологію Північного полюса.
Щомісячно гідролог Петро Ширшов регулярно брав проби ґрунту, вимірював глибини й швидкість дрейфу, визначав координати. Фізик Євген Федоров вів магнітні виміри і метеорологічні спостереження. Було зроблено багато відкриттів. Виявилось, що весь Арктичний басейн повний життя. Полярники бачили птахів, у воді знаходили планктон. Все це підтверджувало гіпотезу, що тепла атлантична течія Гольфстрім, яка бере початок у Мексиканській затоці, доходить до самого Північного полюсу. На жаль, узагальнити дані спостережень «папанінцям», як прозвали експедицію пізніше, вдалося лише 1944 року — перешкодила війна.
Коротке полярне літо принесло тепло. Крижина, на якій перебувала полярна станція, танула і дрейфувала на Південний Захід зі швидкістю 20 кілометрів на добу. Через 274 дні вона перетворилася на уламок завширшки не більше, ніж 30 метрів з декількома тріщинами, який до 1 грудня 1937 року опинився біля берегів Гренландії, далеко від територіальних вод СРСР. Стала очевидною необхідність евакуації, і 19 лютого 1938 року полярників зняли з крижини криголами «Таймир» і «Мурман».
Після закінчення експедиції Папаніна, як «начальника експедиції», почали часто фотографувати поряд зі Сталіним. Потім його, як лояльного комуніста й чекіста, поставили на чолі Головного Управління Полярного Судоплавства СРСР «Севморпуть», усунувши з цієї посади академіка Отто Юлійовича Шмідта.

## Звання і нагороди
- Двічі Герой Радянського Союзу (1937, 1940)
- 9 Орденів Леніна (1937, 1938, травень 1944, листопад 1944, 1945, 1956, 1964, 1974, 1984)
- Орден Жовтневої Революції (1971)
- 2 Ордени Червоного Прапора (1922, 1950)
- Орден Нахімова 1-го ступеня (1945)
- Орден Вітчизняної війни 1-го ступеня (1985)
- 2 Ордени Трудового Червоного Прапора (1955, 1980)
- Орден Дружби народів (1982)
- Орден Червоної Зірки (1945)
- медаль «За бойові заслуги»
- Медаль «В ознаменування 100-ліття з дня народження Володимира Ілліча Леніна»
- Медаль «20 років Робітничо-селянської Червоної Армії»
- іншими медалями, іноземними винагородами.

- Доктор географічних наук (1938)
- контр-адмірал (1943)
- Почесний громадянин міста-героя Мурманська (1974)
- Почесний громадянин міста Архангельська (1975)
- Почесний громадянин міста Липецька
- Почесний громадянин Ярославської області

## Пам'ять

Пам'ятник Папаніну в Севастополі

Ім'ям Папаніна названий мис на півострові Таймир, гори в Антарктиді і підводна гора в Тихому океані; Інститут біології внутрішніх вод; вулиці в московському районі Ліанозово, Липецьку, Мурманську, Єкатеринбургу, Ізмаїлі і Ярославлі; науково-спортивна експедиція.
На будинку на Арбаті, де жив Папанін, встановлена меморіальна дошка. 1954 року в Севастополі йому встановлений пам'ятник. 2003 року відкритий пам'ятник у Мурманську.
На Історичному бульварі в Севастополі діє музей «Папанін — севастопольський Колумб», який присвячений життю дослідника.